# Aalí-Bajá
Aalí-Bajá (Estambul, 1815-1871), nacido Mehmed Emin Âli Pasha, fue un estadista otomano.

## Biografía
Siendo aún joven, por su aptitud y su clara inteligencia, fue nombrado en 1835, segundo secretario de la embajada de Turquía en Viena. En 1837 se le dio el cargo de primer dragomán del ministerio de Estado, y fue sucesivamente, en 1838 consejero de embajada; en 1839, cónsul en Londres; subsecretario de Estado en 1840, y embajador en Londres desde 1841 a 1844. De vuelta a Constantinopla, se le destinó al Consejo Supremo, siendo luego nombrado ministro interino de Estado, canciller del Consejo y ministro en propiedad, en 1846.
Elevado a la presidencia del Consejo en 1848, volvió a encargarse del ministerio de Estado, en el que se distinguió notablemente por su entereza. En 1852 fue nombrado muchir y después gran visir, mas habiendo caído en desgracia, abandonó el poder y fue enviado como gobernador a Esmirna y después a Brusa. Al poco tiempo regresó a Constantinopla, llamado por el gran visir Rechid-Bajá, decidido protector suyo, a quien debía su elevación, siendo entonces encargado de implantar las reformas de que había sido siempre partidario, a cuyo fin volvió a desempeñar la cartera de Estado.
Presidió la comisión de diplomáticos, de cuyas negociaciones nació el Hatti humajun, firmado el 18 y publicado el 21 de febrero de 1856, que venía a ser como una especie de transacción entre las pretensiones de Europa y los deseos de Turquía, que anhelaba conservar sus instituciones musulmanas.
A pesar de las ideas liberales de Aalí, consideró como absurda la cláusula del Hatt, de que todos los súbditos, sin distinción de religiones, gozasen iguales derechos, por lo que en la práctica quedó sin efecto esta conclusión. Tomó parte en las conferencias que precedieron al tratado de París, en donde defendió con gran talento los intereses de su patria. Dejó de ser gran visir el mes de noviembre, pero presidió el tanzeinato. 
Fue regente del imperio durante el viaje del sultán a la capital de Francia (Exposición Universal de París en el verano de 1867), resultando inútiles sus esfuerzos para pacificar la isla de Creta, si bien impidió que las grandes potencias ampararan a los insurrectos. Otra vez ministro de Estado en 1869, obligó al virrey de Egipto a reconocer la soberanía de Turquía, y en 1870, al estallar la guerra franco-alemana, ofreció a Napoleón la alianza de Turquía. Ha sido uno de los más notables estadistas de su patria, gran visir en cinco ocasiones diferentes y alma de la actividad reformadora desplegada por la Sublime Puerta en su tiempo.
Murió sin haber podido implantar sus reformas, pero los cristianos le deben algunas innovaciones favorables.